# Grote Prijs Stad Zottegem 1995
Il Grote Prijs Stad Zottegem 1995, sessantesima edizione della corsa, si svolse il 22 agosto 1995 su un percorso di 167 km, con partenza e arrivo a Zottegem. Fu vinto dal belga Hendrik Redant della TVM davanti al suo connazionale Niko Eeckhout e all'olandese Raymond Meijs.

## Ordine d'arrivo (Top 10)
| Pos. | Corridore        | Squadra                        | Tempo    |
| ---- | ---------------- | ------------------------------ | -------- |
| 1    | Hendrik Redant   | TVM                            | 4h07'26" |
| 2    | Niko Eeckhout    | Collstrop-Lystex               |          |
| 3    | Raymond Meijs    | Asfra Racing Team-Orlans-Blaze |          |
| 4    | Marat Ganeev     | Vosschemie-RDM                 |          |
| 5    | Frank Høj        | Collstrop-Lystex               |          |
| 6    | Chris Peers      | Collstrop-Lystex               |          |
| 7    | Arvis Piziks     | Novell                         |          |
| 8    | Étienne De Wilde | Vosschemie-RDM                 |          |
| 9    | Danny Daelman    | Rotan Spiessens-Hot Dog Louis  |          |
| 10   | Anthony Rokia    | Le Groupement                  |          |